# Stefan Janowski
Stefan Janowski (* 2. September 1957 in Łódź) ist ein ehemaliger polnischer Radrennfahrer und nationaler Meister im Radsport.

## Sportliche Laufbahn
Janowski gewann die polnische Meisterschaft 1981 (vor Czeslaw Lang) und 1983 im Einzelzeitfahren, 1982 im Mannschaftszeitfahren und ebenfalls 1982 in der Mannschaftsverfolgung auf der Bahn.